# Cruz de los Caídos (Alicante)
La Cruz de los Caídos es un monumento de la ciudad de Alicante, España, situado en una rotonda de tráfico entre las avenidas del Doctor Gadea y de Federico Soto, y tangente a la plaza de Calvo Sotelo, en el lugar que ocupaba originalmente el monumento a Maisonnave. Inicialmente se denominaba Monumento a los Caídos por España y por la Patria.

## Descripción
El 1 de abril de 1939 tras la toma de Alicante por parte del bando sublevado se dio por finalizada la Guerra Civil y por ende comenzaba la época que marcó a la España reciente. Una vez terminada la guerra se decidió hacer un monumento por todos aquellos que dieron su vida por España en el bando de los sublevados. Esto ocurrió el 21 de abril de 1939. Tan solo unos meses después, el 18 de octubre de 1939 se acordaba ya el presupuesto para el monumento, con un coste de 14 884,10 pesetas. Este presupuesto se vio incrementado después por el uso de otros materiales más caros a 19 500 pesetas.
Esta cruz que conmemoraba a los caídos se hizo de hormigón armado recubierto de aplacado de piedra y fue obra del arquitecto Miguel López González en colaboración con Miguel Abad Miró. Alcanza una altura de nueve metros y medio y mide menos de uno de ancho.
Finalmente, siendo alcalde de Alicante José Luis Lassaletta se decidió que esta obra debería conmemorar no solo a los caídos del bando sublevado, sino también a los caídos en el bando republicano, así pues se decidió que en la inscripción de la cruz se mencionara a todos los fallecidos: 

1936-1940 A TODOS LOS HOMBRES Y MUJERES QUE MURIERON EN DEFENSA DE SUS IDEALES